# Élet és Irodalom
Élet és Irodalom (ÉS) (signifiant Vie et Littérature en français) est une revue hebdomadaire hongroise traitant de littérature et de politique.

## Description
La revue a été fondée en 1923 par Dezső Szabó, puis est reprise le 15 mars 1957 en tant que revue littéraire par Lajos Mesterházi (hu). Dans les années 1960, elle élargit son champ d'action sur la vie publique. Publiée tous les vendredis, son siège social est à Budapest. Elle est l'hebdomadaire littéraire le plus célèbre de Hongrie. 
La revue est considérée comme un périodique postmoderniste et de tendance politique sociale-libérale proche du Parti socialiste hongrois et de l'Alliance des démocrates libres. Elle est à l'origine d'enquêtes sur des scandales survenus dans le pays. 
Tirée à près de 120 000 exemplaires dans les années 1980, son tirage n'est plus que de 27 000 depuis 1997.

## Auteurs
Parmi les nombreux auteurs écrivant ou ayant écrit régulièrement pour la Revue : 
- László Darvasi
- Ákos Kertész
- László Nagy
- Attila Bartis
- Gábor Garai
- Béla Illés